# 平突船卵蚤
平突船卵蚤（学名：Scapholeberis mucronata）为蚤科船卵蚤属的动物。分布于普遍分布、台湾岛以及中国大陆的广东、福建、浙江、江苏、江西、湖南、湖北、四川、山东、河北、辽宁、吉林、黑龙江、云南、内蒙古、甘肃、宁夏、西藏、新疆等地，属于广温性物种。其常飘浮于大型水域如湖泊、水库、河流的沿岸以及池沼、水坑和稻田等浅小水域的表面。